# 藤岡みなみ
藤岡 みなみ（ふじおか みなみ、1988年8月9日 - ）は、日本のエッセイスト、ラジオパーソナリティ、映画プロデューサー、タイムトラベル専門書店utouto店主。
兵庫県出身。東京都立国際高等学校、上智大学総合人間科学部社会学科卒業。音楽ユニットPANDA 1/2の元ボーカル、スリーピースバンド藤岡みなみ&ザ・モローンズのボーカル。2015年発売の『ラジオ番組表』（三才ブックス）好きなラジオDJランキングAM部門1位。

## 経歴
子どもの頃は転校生で、奈良、淡路島、金沢、東京、神戸で過ごしたことがある。
1997年7月、ビデオ作品『だいすきダンス』（サンリオ）にて子役デビュー。その後学業に専念するため、2002年5月に所属事務所を退所して芸能活動を休止。芸能活動休止期間中はチアリーディングに没頭しており、最終成績は全国準優勝である。また、ヨーロッパ選手権出場のためモスクワ遠征も経験。高校卒業後は上智大学総合人間科学部社会学科に入学、2年次に芸能界復帰をするまではエッセイやポエムの執筆、映像制作などを中心に活動。
大学生になって1年が過ぎた2008年から芸能活動復帰。2009年4月から1年間『キャンパスナイトフジ』（フジテレビ）に出演。同年5月ごろからチアリーダーの衣装で登場するようになり、知名度を上げる。番組内で行われた「キャンパスナイターズ人気ランキング」（2010年3月5日放送）では27人のキャンパスナイターズの中から1位を獲得。
2011年からNHK札幌放送局でレギュラー番組『ほっかいどう穴場ハンター』が始まり、『穴場ハンター』へのリニューアルを経て6年にかけて長期のレギュラー出演をした。またSTVラジオでも冠ラジオ番組『藤岡みなみのおささらナイト』を持ち、北海道庁の広報番組にも出演するなどの経緯から、北海道での認知度が特に高い。
2012年12月31日までのおよそ3年間、音楽ユニット『PANDA 1/2』のボーカルとしても活動。脱退後は、そのサポートメンバーだったキーボーディスト・ヒロヒロヤ、ギタリスト・ネロとともに『藤岡みなみ&ザ・モローンズ』を組み、ボーカルを務めている。
2017年1月7日、一般男性との結婚を発表。
2018年6月には第一子の出産を発表。
2018年、都立国際高校の同級生であった映画監督の大川史織と映画製作・配給チーム「春眠舎」を立ち上げ、ドキュメンタリー映画『タリナイ』で映画プロデュースを開始。
2019年、「読書や遺跡巡りって実際にあるタイムトラベルでは？と感じ」、タイムトラベル専門書店utoutoを開店。
2021年11月、所属していたサンミュージックプロダクションを退所し、独立した。独立後は文筆業がメインになっている。
2025年6月、自身のSNSで第２子の出産を発表。

## 人物

### 趣味・特技
- 縄文好き
  - 2014年4月頃より、函館にある北海道唯一の国宝「中空土偶」を見たことにより土偶および縄文時代に目覚める。2015年には土偶と埴輪をモチーフにした自作LINE クリエイターズスタンプを発売。2019年に道南縄文応援大使に任命される。
- タイムトラベル・タイムリープ好き
  - タイムトラベルやタイムリープなど時空変異に関連した作品が好き。
  - 2019年にタイムトラベル専門書店utoutoを開店、店主を勤める。「ある日突然時空の裂け目から現れます」というコンセプトで東京・札幌などで期間限定で営業。絵本から考古学の本まで、主に時間に関する書籍を取り扱う。
- DIY好き
  - 本人曰く「やってみたがり」[13]。ホームセンターマガジン「Pacoma」で2016年よりDIYをテーマにした連載「藤岡みなみの思い立ったがDIY吉日」を連載中。
  - 2021年の春から畑を始める。カインズのオウンドメディア「となりのカインズさん」にて菜園にまつわる記事を連載中。

- インドカレー愛好家
  - 大学時代、みうらじゅんの言葉「高円寺は日本のインドだ」に感化され、高円寺のインド料理屋を全てまわるレポート「カレーポーター藤岡みなみのパンだナンだ」をインターネット上に公開。デイリーポータルZ などに取りあげられる。
- ジャイアントパンダ愛好家
  - 子供の頃から自他ともに認めるパンダ好き。
  - 神戸市灘区の王子動物園から5分の場所に住んでたことがあり[14]、週6日ほどのペースでパンダを見に行っていた。
  - 子役時代に掲載された同人誌『Prolog vol.18』（2001年8月）のインタビューによると、趣味の欄に「パンダすべて。パンダを見ること、集めること、おどること」と記入。小学2年の終わりごろからパンダグッズ集めを始める。
  - 2011年4月1日の上野動物園のパンダ公開日には前日から一番乗りして並び、『ZIP!』（日本テレビ）、『ひるおび!』（TBSテレビ）など取材を多数受けた[15]。それに先立ち、パンダの引渡し日（同年2月21日）には『上野経済新聞』の半日編集長として取材もしている[16]。
  - 大学でも社会学専攻でパンダを研究し、卒論のテーマは「社会のなかのパンダ」。パンダ研究家としてのテレビ出演も多い。
- 特技・中国語
  - パンダ好きが高じて中国語を独学で学ぶようになる。2014年『テレビで中国語』（NHK Eテレ）生徒役[17]。2016年『レベルアップ中国語』（NHKラジオ第2放送）生徒役[18]。

#### その他
- 1人旅好きで特に海外旅行が好き。中国、ベトナム、カンボジア、スリランカ、マレーシア等への旅のレポートをブログにて公開している。
- Adobeのソフトは一通り使いこなす。自身が編集長を務め2012年4月に刊行した雑誌『熊猫人間』では取材、執筆、カメラマン、モデル、編集、デザイン、印刷など全て一人で行っている。
- 2012年4月に刊行した雑誌『熊猫人間』ではエッセイ、レポート、小説などを執筆している。『熊猫人間』は自身のライブでのみ無料配布され、vol.5まで発行されている。

## 出演

### バラエティ番組
- おはスタ（1997年10月、テレビ東京）
- BOOK KIDS（1997年12月 - 1999年1月） レギュラー
- 快傑!コウジ園（1998年4月、日本テレビ）
- POP FILE（1998年7月3日、TBS）
- 奇跡体験!アンビリバボー（1998年12月31日、フジテレビ）
- キャンパスナイトフジ（2009年4月10日 - 2010年3月19日、フジテレビ） レギュラー
- めちゃ×2イケてるッ!（2009年6月27日、フジテレビ）
- 満点笑店（2009年9月12日、フジテレビ）
- 就活応援スペシャル 天職ってなんだ!!（2010年1月30日、TOKYO MX）
- プレミアの巣窟（2010年4月 - 2011年3月、フジテレビ） レギュラー
- アイコレJ（2010年4月 - 、BSジャパン） レギュラー
- さっぽろ穴場ハンター（2010年9月 - 10月、NHK札幌放送局）レギュラー
- お宝発信タワー DAI-NAMO（2010年10月 - 2011年3月、中部日本放送） レギュラー
- 熱血!平成教育学院「この春!教科書大改革スゴい最新授業SP!!」（2011年2月13日、フジテレビ）
- DON!（2011年3月11日、日本テレビ） パンダ特集に出演
- 超豪華!!スタア同窓会 第3回（2011年4月5日、日本テレビ）
- ほっかいどう穴場ハンター（2011年5月 - 2012年3月、NHK札幌放送局） レギュラー[19]
- 目撃!日本列島「"心"を写した1000枚〜被災地の高校写真部〜」（2011年7月18日、NHK総合） ナレーション
- 金とく「冬の日本海 すし三昧の旅」（2012年2月10日、NHK金沢放送局）
- ほっとニュース北海道「はまなす最終列車に乗車体験」

（2016年3月22日、NHK札幌放送局）
- 穴場ハンター（2012年4月 - 2017年10月、NHK札幌放送局）レギュラー
- ティーンズプロジェクト フレ☆フレ「ピンチを抜け出したい!女子高生カメラマン」（2012年11月9日、NHK名古屋放送局） 応援団員として出演
- 北スペシャル「北海道ミステリー 動物たちとの2万年物語」（2012年12月14日、NHK札幌放送局）
- ひまの湯（2013年5月5日 - 2014年3月30日、札幌テレビ） レギュラー
- ティーンズプロジェクト フレ☆フレ「北海道に初の1勝を!かるた同好会の挑戦」（2013年9月7日、NHK名古屋放送局） 応援団員として出演
- HOKKAIDOアンダースカイ（2013年11月7日 - 28日、札幌テレビ）
- 金曜スペシャル「あいたい」（2014年1月17日他、NHK広島放送局）
- テレビで中国語（2014年4月1日 - 、NHK Eテレ） レギュラー
- 日立 世界・ふしぎ発見!（2015年11月7日、TBS）「日本カレー秘話 みんなが愛する一皿の物語」
- 東北魂TV（2016年12月18日、BSフジ）「部長島川耕平妻子あり」

### 歌番組
- 竹山ロックンロール （2014年1月 - 2015年1月、テレ玉・チバテレ・サンテレビ・tvk・MTV・三重テレビ） レギュラー

### テレビドラマ
- なっちゃん家 第6話「なっちゃん家のへそのお」（1998年11月7日、テレビ朝日）
- 彼女たちの時代（1999年7月、フジテレビ）
- 君のままで（2000年12月4日 - 2001年2月2日、MBS） - 園村恵美 役
- Real Clothes 第8話「ニット王子獲得大作戦」（2009年12月1日、関西テレビ）
- あり得ない! 第7話「マジックマネー」（2010年2月24日、MBS）

### ラジオ
- DJ Tomoaki's Radio Show!（2009年、下北ＦＭ） - アシスタントMC レギュラー
- 銀河に吠えろ!宇宙GメンTAKUYA（2009年10月、ニッポン放送）
- うたパラ!（2009年11月、東海ラジオ）
- 藤岡みなみのおささらナイト（2014年10月12日 - 、STVラジオ）レギュラーパーソナリティー

### CM
- タケダ・プラッシー（不明）
- 中央出版「ツイスト踊る」篇（1997年9月）
- モランボン・ジャン（1999年3月）
- クボタハウス「孫にほめられた」篇（2000年12月）
- ポンパレ（リクルート）（2010年）
- 北海道ろうきん
  - 「もぐらたたき」篇（2015年3月）
  - 「ほしッ！の願い」篇（2015年4月）
  - 「あなただけの星空」篇（2015年）
  - 「あなただけの青空」篇（2015年）
  - 「生活応￥（せいかつおうえん）大作戦」篇（2016年）

### 広告
- セントラルスポーツ（1999年2月）
- ベネッセ「チャレンジ」企画ページ（1999年3月）
- 学研「4年の学習」表紙モデル（1999年6月）
- NTTドコモ（1999年7月）

### ミュージック・ビデオ
- DIR EN GREY「残-ZAN-」（1999年1月）
- 黒猫チェルシー「ベリーゲリーギャング」（2010年）

### 舞台
- 「桃色書店へようこそ」（2010年4月13日）

### イベント
- 「パンダ音楽祭」司会（2012年11月25日、上野恩賜公園）
- 「第2回 パンダ音楽祭」司会（2013年5月25日、上野恩賜公園）
- 「第3回 パンダ音楽祭」司会&オープニングアクト（2014年5月10日、上野恩賜公園）
- 「第4回 パンダ音楽祭」司会（2015年5月17日、上野恩賜公園）
- 「第5回 パンダ音楽祭」司会（2016年5月22日、上野恩賜公園）
- 「第6回 パンダ音楽祭」司会（2017年5月13日、上野恩賜公園）
- 「おうちでパンダ音楽祭」司会（2020年5月23日、おうち）
- 「第10回 パンダ音楽祭」配信版司会（2020年5月22日、上野恩賜公園／おうち）

### 雑誌
- テレビブロス（2014年1月4日、東京ニュース通信社）
- ダ・ヴィンチ（2014年1月6日、KADOKAWA）

### インターネットTV
- 超サンミュージック「三拍子ナイト」（2009年1月29日、GyaO）
- 阪井あゆみの「AYUMI'S ROOM」[20]（2009年9月10日、アメーバスタジオ）
- PAKU PAKU -The Pandaman Show-（2010年4月 - 、Ustream）
- なんとかしなきゃ!プロジェクト「藤岡みなみの I don't know Africa 〜発見アフリカ54の国〜」（2013年5月9日 - 6月2日、全5回）

### YouTube番組
サンミュージックの公式YouTubeチャンネルでは、定期的にオリジナルの動画がアップされている。
- 藤岡みなみのパンダに会いたい! in 四川省（2013年2月16日 - 3月2日、全3回、YouTube SUN MUSIC CHANNEL）
- 藤岡みなみ 地球のおちゃめ方 in 台湾（2013年3月9日 - 6月8日、全8回、YouTube SUN MUSIC CHANNEL）
- Minami Fujioka's Panda Search-Washington DC（2013年6月30日 - 8月31日、全10回、YouTube SUN MUSIC CHANNEL）
- Minami Fujioka's Panda Search-Atlanta（2013年9月7日 - 11月10日、全12回、YouTube SUN MUSIC CHANNEL）
- Minami Fujioka's Panda Search-Memphis（2013年11月16日 - 2014年2月2日、全11回、YouTube SUN MUSIC CHANNEL）
- Minami Fujioka's Panda Search-SANDIEGO（2014年2月8日 - 3月16日、全6回、YouTube SUN MUSIC CHANNEL）
- Minami Fujioka's Panda Search-MEXICO（2014年3月24日 - 5月18日、全8回、YouTube SUN MUSIC CHANNEL）

2014年6月より、YouTubeチャンネル「ききこみトラベル」で番組がスタート。3日に1度は動画が投稿されている。
- 藤岡みなみの『ききこみトラベルin台湾』（2014年6月1日 - ）

### その他
- Prolog vol.18（2001年8月10日）
- R25式モバイル（2009年7月9日）「今日の女神」

## 作品

### 書籍
- シャプラニール流・人生を変える働き方（渋谷敦志写真、2013年10月15日、エスプレ）
- 藤岡みなみの穴場ハンターが行く! in北海道（2014年5月28日、北海道新聞社）
- ふやすミニマリスト 1日1つずつモノを増やす生活を100日間してわかった100のこと (2021年12月21日、かんき出版)
- パンダのうんこはいい匂い (2022年8月、左右社)
- ふやすミニマリスト　所持品ゼロから、1日1つだけモノをふやす生活（2025年2月6日、幻冬舎文庫）
- ぼちぼち（2025年6月10日、nululu）

### 脚本
- STVラジオ開局55周年記念ラジオドラマ「カフェ・904」
  - 第1話「はてなの部屋」 （2017年12月16日）
  - 第2話「サンプリング・リング」 （2017年12月23日）
- STVラジオオムニバスラジオドラマ「カフェ・９０４〜真実の鐘の音〜」
  - 「リアル天国」 （2018年5月26日）

### CD
- エロくないのにエロく聴こえる歌 〜しこたまがんばれ!〜（2010年3月17日、ポニーキャニオン） - キャンパスナイターズ
- 上海へ行くつもりじゃなかった（2012年12月12日、P and A Entertainment）-PANDA 1/2
- はじき（2015年3月18日、Chuo Line Records）-藤岡みなみ&ザ・モローンズ
- S.N.S（2015年7月29日、Chuo Line Records）-藤岡みなみ&ザ・モローンズ

### DVD
- Sensitive（2000年11月24日、心交社）
- あり得ない! DVD-BOX I（2010年5月19日、ポニーキャニオン）

### ビデオ
- だいすきダンス（1997年7月、サンリオ）
- 天然素材 vol.1（2000年12月、金銀財宝社、2本組）
- 天然素材 vol.2（2000年12月、金銀財宝社、2本組）
- Sensitive（2001年3月、心交社）

### 写真集
- Summer School（2000年9月21日、笠倉出版）
- Dreamer（2000年10月23日、心交社）

### エッセイ、コラム
- 北海道新聞夕刊「藤岡みなみの"ふるさと募集中"」（2012年5月 - ）
- Concent「高円寺で世界一周」[21]（2013年7月 - ）
- Pacoma「藤岡みなみの思い立ったがDIY吉日」（2016年11月[22] -)
- 本の雑誌「タイムトラベラーさんいらっしゃい」（2020年 - ）
- となりのカインズさん「目指せ1年で30種類！「ひとコマ菜園」やってみた」（2021年 - ）

### 雑誌
- Hanako（2012年）
- テレビブロス（2014年、2017年、2019年）書評掲載
- ダ・ヴィンチ（2014年1月6日、KADOKAWA）
- クイック・ジャパン（2016年）エッセイ
- 週刊朝日（2021年）書評掲載
- SPA!（2021年）書評掲載
- 本の雑誌（2020年 - ）連載「タイムトラベラーさんいらっしゃい」

### 映画（プロデュース）
- タリナイ（2018年9月初上映、大川史織監督）
- keememeji（2021年、大川史織監督）

### その他
- 放課後★サスペンス starring バカリズム&藤岡みなみ(PANDA1/2)（2012年4月11日、RAM RIDERのアルバム『AUDIO GALAXY -RAM RIDER vs STARS!!!-』にバカリズム作詞でボーカル参加） - RAM RIDER
- 鷹の夏 〜YES/NO枕〜（2012年12月12日、i-dep×鷹の爪団のアルバム『鷹の歌集』にi-depプロデュースでボーカル参加） - i-dep feat. 藤岡みなみ(PANDA1/2)名義